# Priscilla, folle du désert
Ne doit pas être confondu avec Priscilla.
Pour la comédie musicale homonyme, voir Priscilla, folle du désert, la comédie musicale.
Pour plus de détails, voir Fiche technique et Distribution.
Priscilla, folle du désert (The Adventures of Priscilla, Queen of the Desert), ou Les Aventures de Priscilla, folle du désert au Québec, est un film australien de Stephan Elliott, réalisé en 1994. Mettant en scène Terence Stamp, Hugo Weaving et Guy Pearce, il relate l'histoire d'une troupe de drag queens traversant l'Australie, de Sydney à Alice Springs, dans un bus baptisé « Priscilla, folle du désert ».

## Synopsis
Anthony « Tick » Belrose (Hugo Weaving) est fatigué de jouer les drag queens, sous le nom de scène « Mitzi Wonderbra », dans les pubs et cabarets de Sydney. Il accepte l'offre d'un casino d'Alice Springs, au cœur de l'Australie et convainc ses deux amis et collègues : Bernadette Bassenger (Terence Stamp), transgenre dont le compagnon vient de mourir, et Adam Whitely (Guy Pearce), dont le nom de scène est « Felicia Boute-en-train », jeune homosexuel extraverti et irritant, de venir avec lui. Ils embarquent pour ce périple de plus de 2 000 km à bord d'un bus, qu'Adam a acheté à des Suédois et qu'il rebaptise « Priscilla, folle du désert ».
Confrontée en cours de route à l'attitude rurale beaucoup moins tolérante envers l'homosexualité et la transidentité que la métropole et réussissant à surmonter les nombreuses pannes, la troupe finit par atteindre Alice Springs, prête à jouer le spectacle répété durant le voyage. C'est alors que Tick révèle à ses compagnons qu'il est en fait marié, et que le but de ce voyage est surtout de rendre un service à son épouse, propriétaire du casino, qui lui a demandé de prendre en charge pour quelque temps leur fils d'une dizaine d'années.
Scène post-générique
Dans un temple sur le continent asiatique, le cerf-volant constitué d'une poupée gonflable affublée d'une robe de drag queen, que Felicia a laissé s'envoler, atterrit et est ramassé par un moine.

## Fiche technique
- Titre original : The Adventures of Priscilla, Queen of the Desert
- Titre français : Priscilla, folle du désert
- Titre québécois : Les Aventures de Priscilla, folle du désert[1]
- Réalisation et scénario : Stephan Elliott
- Décors : Owen Paterson
- Costumes : Tim Chappel et Lizzy Gardiner
- Photographie : Brian J. Breheny
- Musique : Guy Gross
- Production : Al Clark et Michael Hamlyn
- Sociétés de production : Latent Image et Specific Films ; PolyGram (co-production), avec la participation de l'Australian Film Finance Corporation et du New South Wales Film & Television Office
- Sociétés de distribution : Roadshow Film (Australie), Gramercy Pictures (USA), Pan-Européenne (France)
- Budget : 2 000 000 $
- Pays de production :  Australie
- Langue originale : anglais
- Format : Couleurs - 35 mm - 2,35:1 - son Dolby stéréo
- Genre : comédie dramatique, road-movie
- Durée : 103 minutes
- Dates de sortie :  
  - États-Unis : 10 août 1994 ;
  - Australie : 8 septembre 1994 ;
  - France : 4 janvier 1995

## Distribution
- Terence Stamp (VF : Jean-Claude Brialy) : Bernadette Bassenger
  - Daniel Kellie : Bernadette enfant
- Hugo Weaving (VF : Bernard Alane) : Anthony « Tick » Belrose / « Mitzi Wonderbra »[N 1]
- Guy Pearce (VF : Emmanuel Curtil) : Adam Whitely / « Felicia Boute-en-train »[N 2]
  - Leighton Picken : Adam enfant
- Bill Hunter (VF Michel Fortin) : Robert « Bob » Spart
- Alan Dargin : l'Aborigène
- Julia Cortez (VF : Odile Schmitt) : Cynthia Campos, épouse de Bob
- Sarah Chadwick (VF : Micky Sébastian) : Marion Barber, épouse de Tick
- Ken Radley (VF : Christian Pelissier) : Frank
- Mark Holmes : Benjamin Barber, fils de Tick et de Marion
- June Marie Bennett : Shirley
- Rebel Penfold-Russell : la femme au logo (créditée Rebel Russell)
- Hannah Corbett : la sœur de Bernadette
- Trevor Barrie : le père de Bernadette
- Bob Boyce : le gérant de la station service
- Maria Kmet : Ma
- Joseph Kmet : Pa
- Murray Davies : le mineur
- Frank Cornelius : le pianiste
- John Casey : le barman

non crédités
- Al Clark : le prêtre (caméo)
- Stephan Elliott : Jeff, le portier
- Tim Chappel : la drag queen faisant du playback assise sur une chaise de barbier pendant le générique de fin
- Lizzy Gardiner : la femme de chambre coquine à l'hôtel (caméo)
- Nikki Webster : figurante
- Margaret Pomeranz : la mère d'Adam

Version française : Société de doublage : Alter Ego ; adaptation française : Marion Bessay et Bruno Chevillard ; direction artistique : Hervé Icovic.

## Production

### Choix des interprètes
- Rupert Everett et Colin Firth ont été précédemment envisagés pour jouer le rôle d'Anthony « Tick » / « Mitzi ».
- Tim Curry a refusé le rôle d'Anthony « Tick » / « Mitzi ».
- David Bowie, John Cleese, Tim Curry, Tony Curtis et John Hurt ont été envisagés pour jouer le rôle de Bernadette Bassenger.

### Tournage
Le film a été tourné du 13 septembre au 28 octobre 1993 à Alice Springs, Broken Hill, Sydney, Kings Canyon et dans l'Outback australien.

## Musique
Sauf indication contraire, les informations mentionnées dans cette section peuvent être confirmées par le générique de fin de l'œuvre audiovisuelle présentée ici, ainsi que par la base de données cinématographiques IMDb,  présente dans la section « Liens externes ».
- I've Never Been to Me (en) par Charlene (en).
- Go West par Village People (départ de Sidney du trio à bord du bus).
- Billy Don't Be a Hero (en) par Paper Lace (en).
- My Baby Loves Lovin' (en) par White Plains (en).
- I Love the Nightlife (en) par Alicia Bridges.
- Can't Help Lovin' That Man, extrait de Show Boat par Trudy Richards (en).
- « E strano! Sempre libera » de La traviata de Giuseppe Verdi.
- Fernando par ABBA.
- I Will Survive par Gloria Gaynor.
- Shake Your Groove Thing (en) par Peaches & Herb.
- A Fine Romance de la bande originale du film Sur les ailes de la danse par Lena Horne.
- I Don't Care if the Sun Don't Shine (en) par Patti Page.
- Finally par CeCe Peniston (spectacle du trio sur la scène du casino Lasseter d'Alice Springs).
- Take a Letter Maria (en) (R.B. Greaves).
- Mamma Mia par ABBA (dans le bus partant d'Alice Springs et spectacle de Mitzi et Felicia).
- Save the Best for Last par Vanessa Lynn Williams (générique de fin, chantée en playback par une drag queen assise sur une chaise de barbier).

Musiques non mentionnées dans le générique
- A Desert Holiday par Guy Pearce.
- This Old Man (en) par Guy Pearce et Hugo Weaving.
- Ten Fat Trannies par Guy Pearce et Hugo Weaving.
- Oh My Darling, Clementine par Hugo Weaving.

## Distinctions

### Récompenses
- Australian Academy of Cinema and Television Arts Awards 1994 :  Meilleurs décors et Meilleurs costumes
- Festival international du film de Seattle 1994 : Meilleur film et Meilleur acteur (Terence Stamp)
- BAFTA Awards 1995 : Meilleurs costumes et Meilleurs maquillages et coiffures
- GLAAD Media Awards 1995 :  Meilleur film
- Oscars 1995 : Meilleurs costumes

### Nominations
- Australian Academy of Cinema and Television Arts Awards 1994 :  Meilleur film, Meilleur acteur (Terence Stamp et Hugo Weaving), Meilleure réalisation, Meilleur scénario, Meilleure photographie, Meilleure musique

- BAFTA Awards 1995 :  Meilleur acteur (Terence Stamp), Meilleure photographie, Meilleur scénario original, Meilleurs décors, Meilleure musique
- Golden Globes 1995 : Meilleure comédie et Meilleur acteur dans une comédie (Terence Stamp)

## Accueil

### Critique
Il a reçu un accueil critique très favorable, recueillant 93 % de critiques positives, avec une note moyenne de 7,1/10 et sur la base de 30 critiques collectées, sur le site agrégateur de critiques Rotten Tomatoes. Sur Metacritic, il obtient un score de 68/100 sur la base de 19 critiques collectées.

### Box-office
Le film a connu un certain succès commercial, rapportant environ 16 459 000 $ au box-office en Australie et 11 220 000 $ en Amérique du Nord pour un budget de 2 000 000 $. Présenté en avant-première dans la section Un certain regard lors du Festival de Cannes 1994, il a réalisé en France 388 313 entrées lors de sa sortie en janvier 1995.

## Analyse
- Le générique de fin indique que le film a été tourné en « Dragarama », jeu de mots entre « drag » et « cinérama ». De même, le « best boy » (premier assistant de l'éclairagiste) est désigné comme « best naughty boy »" (littéralement « meilleur vilain garçon », naughty ayant une connotation sexuelle/bdsm).
- Le film décrit le temps d'une scène, une rencontre entre les drag-queens et des aborigènes, deux groupes habituellement en marge de la société.